# Immortal (lucha libre)
Immortal fue un stable heel de lucha libre profesional en Total Nonstop Action Wrestling (TNA). Consistía originalmente de los líderes Eric Bischoff y Hulk Hogan, así como de Abyss, Jeff Hardy y Jeff Jarrett, y luego también incluyó a Bully Ray, Chris Harris, el stable Fortune, Gunner,  Hernández, el réferi Jackson James, Karen Jarrett, Kurt Angle, Matt Hardy, Mr. Anderson, Murphy, Ric Flair, Rob Terry, Scott Steiner y Tommy Dreamer. Jeff Hardy fue dos veces Campeón Mundial Peso Pesado de la TNA, mientras que Anderson y Angle fueron una vez Campeones Mundiales Peso Pesado de la TNA como miembros del stable, y Jarrett fue también una vez Megacampeón de AAA (autodenominándose como el "Campeón Mexicano Peso Pesado") en AAA. El nombre del grupo se debe al sobrenombre de Hulk Hogan, "The Immortal".

## Historia

### 2010

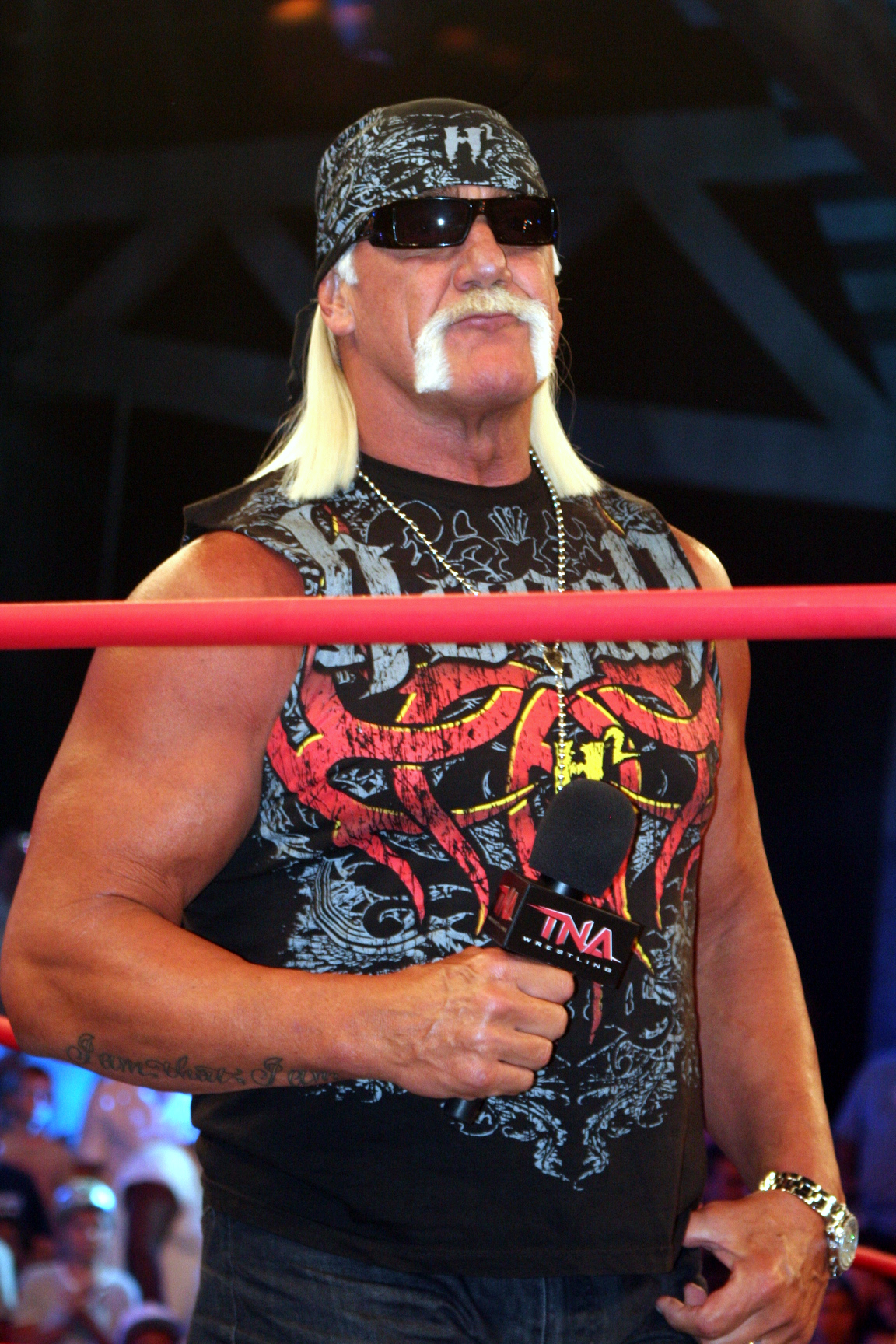
Hulk Hogan en julio

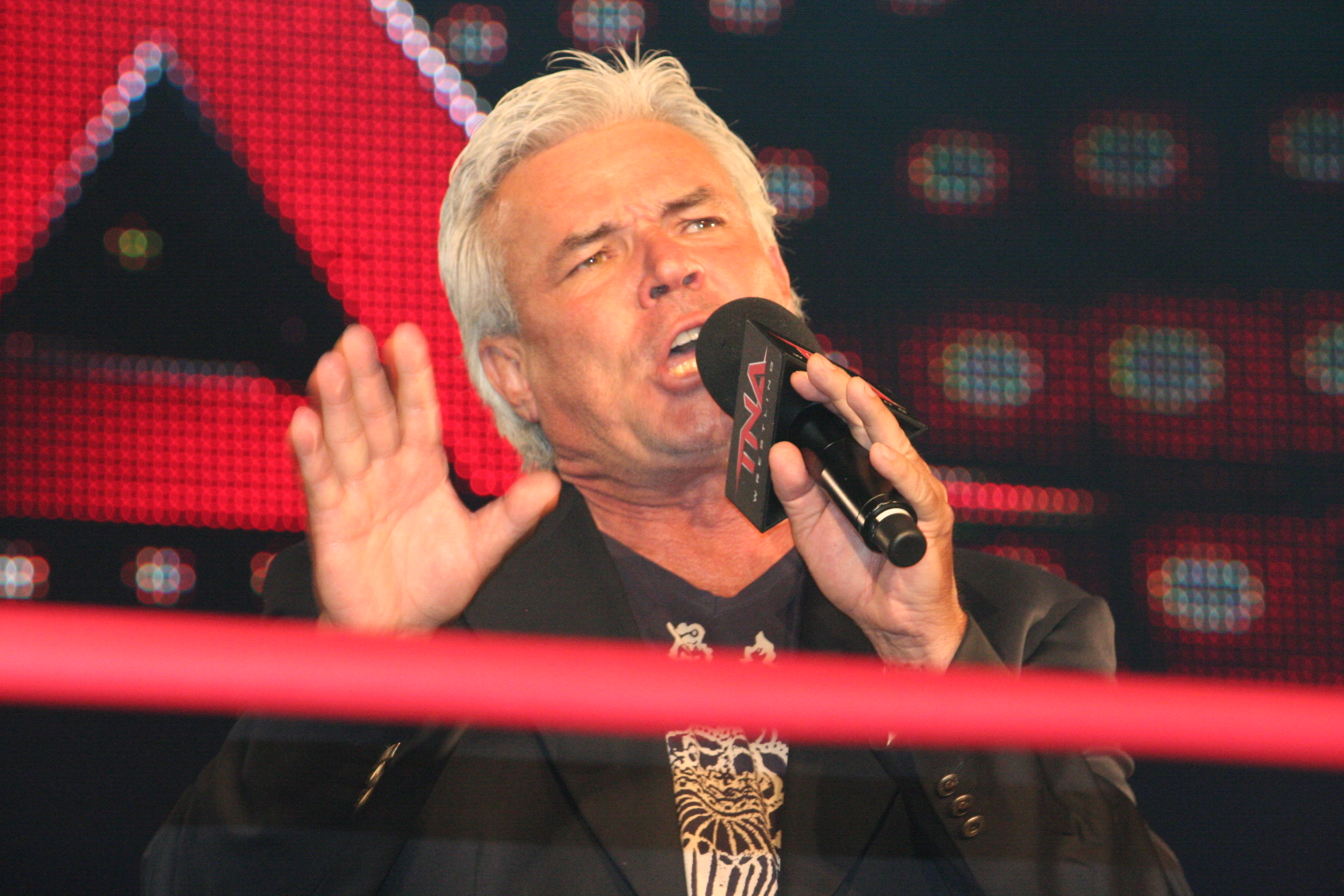
Eric Bischoff en un evento de TNA en julio

Hulk Hogan y Eric Bischoff debutaron en TNA en la edición de Impact! del 4 de enero, donde fueron presentados como socios de negocio de la presidenta de TNA, Dixie Carter. Como técnicos, Hogan y Bischoff ejercieron el control de la compañía e intentaron ayudar a que la misma tuviera éxito. En febrero, Hogan entabló una amistad con Abyss y tuvo un feudo con Ric Flair y A.J. Styles – quienes después crearían el stable Fortune. Continuó así hasta la edición de Impact! del 17 de junio, donde Abyss traicionó y atacó a Jeff Hardy y Mr. Anderson, convirtiéndose en heel. Abyss dijo que estaba controlado por una entidad – a la que se refería como "they" (ellos) – y que venían a TNA. Abyss comenzó a profetizar la llegada de "ellos" el 10 de octubre en Bound for Glory e intentó obtener el Campeonato Mundial Peso Pesado de la TNA para ellos atacando al campeón Rob Van Dam brutalmente, ausentándolo por más de un mes. Como resultado de la lesión, Bischoff despojó a Van Dam del Campeonato Mundial Peso Pesado de la TNA y anunció un torneo para determinar al campeón nuevo.
Desde la llegada de Hogan, Sting había sospechado que Hogan y Bischoff tramaban algo, pero solo insinuó esto con vagas acusaciones hacia Hogan. Para prevenir esto, intentó obtener el Campeonato Mundial Peso Pesado de la TNA y entró en una rivalidad con Rob Van Dam y Jeff Jarrett, actuando como heel. Finalmente Kevin Nash, cuyos compañeros en The Band habían sido expulsados recientemente de TNA, fue silenciado lentamente por Hogan y Bischoff. Pasó algunas semanas cuestionando a Hogan y Bischoff, así como a Jarrett por respaldarlos, y tuvo una cita con la secretaria de Bischoff,  Miss Tessmacher, donde presumiblemente conoció algunos detalles sobre sus planes. Esto llevó a Nash a aliarse con Sting para apoyarlo en su causa en la edición de Impact! del 5 de agosto. Nash y Sting iniciaron una rivalidad con Hogan, Bischoff y Jarrett, acusándolos de engañar a todos y jugar al "humo y espejos". También habiéndose enterado de los planes de Hogan y Bischoff después de una reunión con Miss Tessmacher, D'Angelo Dinero se unió a Sting y Nash, mientras Samoa Joe fue reclutado por Jarrett. Sting, Nash y Dinero desafiaron a Hogan, Jarrett y Joe a un tag team match en Bound for Glory, pero con Hogan ausente debido a una cirugía de espalda, Bischoff lo hizo un three–on–two handicap match. En Bound for Glory, Jarrett traicionó a Joe durante su three–on–two handicap match contra Sting, Nash y Dinero. El evento principal de Bound for Glory fue un three–way match entre Jeff Hardy, Mr. Anderson y Kurt Angle por el Campeonato Mundial Peso Pesado de la TNA. Cerca del final de la contienda, Eric Bischoff llegó al ring e intentó interferir en la lucha, pero fue detenido por la sorpesiva aparición de Hulk Hogan. Hogan y Bischoff parecían tener un desacuerdo, pero esto fue una treta, ya que ayudaron a Hardy a ganar el encuentro, convirtiéndose todos en heel en el proceso. Después de la lucha, se reveló que Abyss, Hogan, Bischoff, Jarrett y Hardy eran "ellos", demostrando que Sting había tenido la razón en cuanto a Hogan y Bischoff todo el tiempo.

### 2010 - 2011

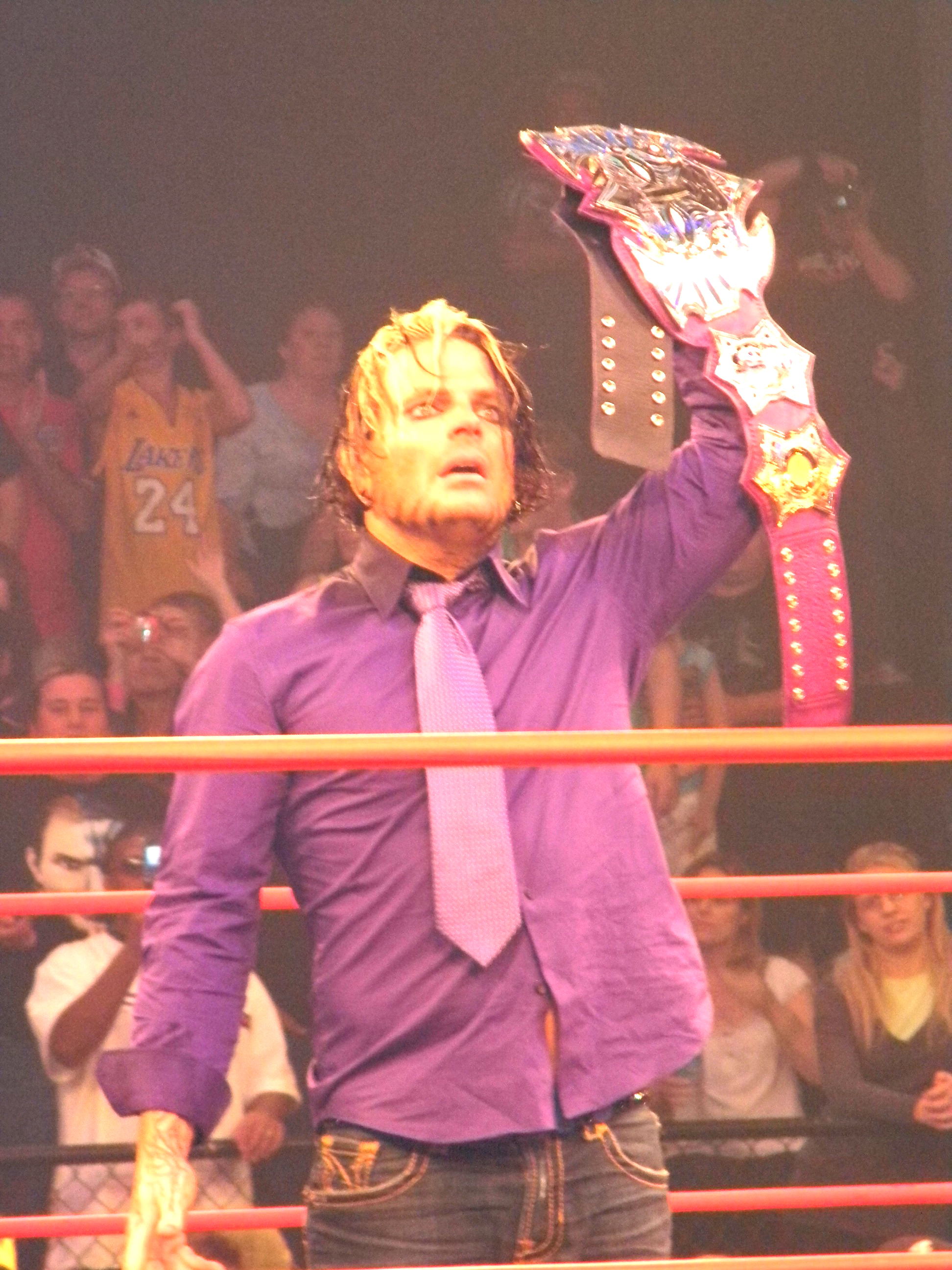
Jeff Hardy con el cinturón del Campeonato Immortal de la TNA

En la edición de Impact! del 14 de octubre, el grupo adoptó el nombre "Immortal" después de una promo del nuevo Campeón Mundial Peso Pesado de la TNA, Jeff Hardy, donde proclamó: "somos inmortales y viviremos para siempre". Una vez más, Hogan comenzaría a usar el personaje de "Hollywood" que usó siendo parte de nWo. Bischoff reveló que todo había sido un plan elaborado para tomar el control total de la compañía. Reveló que había engañado a Carter para que lo firmara a él y a Hogan una semana antes, cuando la primera pensó que había firmado el papeleo para despedir a Abyss. También esa misma noche, Immortal formó una alianza con el stable de Ric Flair, Fortune. En Turning Point, la alianza de Immortal y Fortune obtuvo una victoria limpia, cuando derrotaron a EV 2.0 en un ten man tag team match, Abyss derrotó a D'Angelo Dinero en un  lumberjack match, Jeff Jarrett derrotó a Samoa Joe y Jeff Hardy retuvo el Campeonato Mundial Peso Pesado de la TNA en una lucha frente a Matt Morgan. En la edición siguiente de Impact!, Hogan presentó a Hardy con un diseño nuevo del Campeonato Mundial Peso Pesado de la TNA, que apodó como el Campeonato Immortal de la TNA. Dixie Carter regresó en la edición de Reaction del 25 de noviembre, informando a Hogan y Bischoff que un juez había llenado una orden judicial contra los dos por no tener autoridad signataria, suspendiendo a Hogan de TNA por tiempo indefinido. Dos semanas más tarde, Bischoff declaró que la alianza de Immortal y Fortune necesitaba todos los cinturones de TNA para usarlos como palanca contra Carter. En la edición de Impact! del 23 de diciembre, Ric Flair contrató a Rob Terry para hacerse cargo del antiguo puesto de Matt Morgan como guardaespaldas de Immortal y Fortune en su conjunto. En Genesis, los miembros de Fortune obtuvieron los Campeonatos Mundial en Parejas de la TNA y el de la División X de la TNA, mientras que Abyss se llevó el Campeonato Televisivo de la TNA a Immortal, después de derrotar a Douglas Williams, significando que la alianza de Immortal y Fortune tuvo, momentáneamente, todos los títulos varoniles de TNA. En el mismo evento, Matt Hardy hizo su debut en TNA como el oponente sorpresa de Immortal, derrotando a Rob Van Dam, impidiéndole tener una oportunidad por el Campeonato Mundial Peso Pesado de su hermano, Jeff. En el anunciado evento principal de la noche, Mr. Anderson derrotó a Matt Morgan, convirtiéndose en el contendiente número uno. Sin embargo, inmediatamente después, Eric Bischoff, tratando de sacar provecho de la fatiga de Anderson, anunció que tendría su oportunidad ante Jeff Hardy de inmediato. Después de la interferencia de Morgan, Mick Foley, Matt Hardy, Van Dam y Bischoff, Anderson derrotó a Hardy, convirtiéndose en el nuevo Campeón Mundial Peso Pesado.

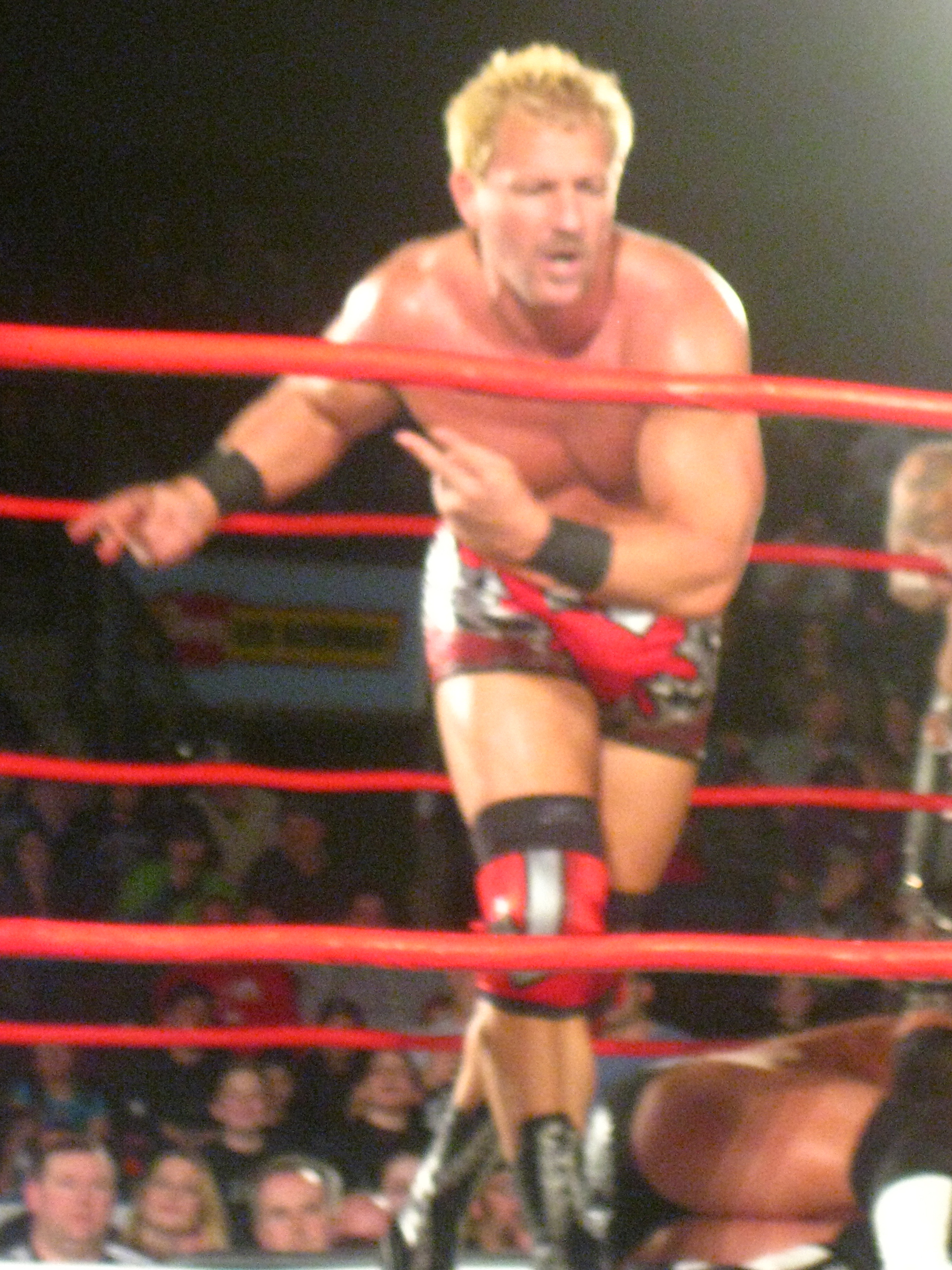
El exMegacampeón de AAA, Jeff Jarrett

El 31 de enero, en las grabaciones de Impact! para la edición del 3 de febrero, Fortune, menos Flair, quien no estuvo presente debido a un desgarre en el manguito rotador, traicionaron a Immortal y dijeron que no iban a permitir que Bischoff destruyera TNA como lo hizo con World Championship Wrestling (WCW). El 13 de febrero en Against All Odds, Jeff Hardy recuperó el Campeonato Mundial Peso Pesado de la TNA en manos de Mr. Anderson, en un ladder match, gracias al más reciente miembro de Immortal, Hernández. Flair regresó el 14 de febrero en las grabaciones de Impact! para la edición del 17 de febrero, donde traicionó a Fortune y pasó a ser parte de Immortal. El 24 de febrero en las grabaciones de Impact! del 3 de marzo, Hulk Hogan regresó a TNA y retomó el control de la compañía, habiendo ganado la batalla judicial contra Dixie Carter. Más tarde esa misma noche Jeff Hardy perdió el Campeonato Mundial Peso Pesado de la TNA ante Sting, quien hizo su regreso. Hardy recibió una revancha por el título bajo la reglas de No Disqualification el 13 de marzo en Victory Road, pero fue derrotado en noventa segundos. TNA tomó la decisión de detener la contienda poco después de considerar que Hardy no estaba en condiciones de luchar. En la edición siguiente de Impact!, aparentemente el resto de los miembros de Immortal rompieron vínculos con Hardy, quien no apareció en el programa, así mismo, su espacio en el stable fue ocupado por Bully Ray. Más tarde, esa misma noche, Gunner, el guardia de seguridad de Immortal, obtuvo el Campeonato Televisivo de la TNA, después de que este quedara vacante cuando Abyss fue relegado mediante la storyline de una lesión. El 17 de abril en Lockdown, Immortal, representado por Ric Flair, Abyss, Bully Ray y Matt Hardy, fueron derrotados por los miembros de Fortune James Storm, Kazarian, Robert Roode y Cristopher Daniels, quien reemplazó a A.J. Styles, que había sido relegado con una storyline donde Ray lo lesionó, en una Lethal Lockdown match. Durante el episodio de Impact! del 5 de mayo, Tommy Dreamer fue forzado a unirse a Immortal como asociado de Bully Ray, después de que su estancia en TNA estuviera en peligro. Ínterin, Hogan echó del grupo tanto a Murphy como a Rob Terry, después de que Bischoff impusiera una "Loser Leaves Immortal" match entre ambos, la cual Terry ganó. La semana siguiente Matt Hardy reveló que Chris Harris, quien hizo su regreso esa misma noche, sería su compañero de equipo en la búsqueda del Campeonato Mundial en Parejas de la TNA en manos de Robert Roode y el excompañero de Harris, James Storm. Sin embargo, tanto él como Dreamer abandonarían TNA poco después. También en el episodio del 12 de mayo, Mick Foley fue revelado como el asesor de la Network, quien había estado causándole problemas a Immortal en los últimos meses al asumir el control de Impact! sobre Hogan, sin embargo, este ángulo fue anulado solo tres semanas después, cuando Foley abandonó la promoción. También en mayo, Eric Bischoff le declaró la guerra a la División X, por lo que Abyss derrotó a Kazarian en la edición de Impact! del 19 de mayo, obteniendo el Campeonato de la División X de la TNA. La semana siguiente, Gunner perdió el Campeonato Televisivo de la TNA ante Eric Young.
A principios de mayo, Jeff Jarrett, junto con su compañero, Abyss, miembro de Immortal, comenzó a hacer apariciones en la promoción mexicana AAA como parte del programa de intercambio de talento entre las dos promociones. Después de caer derrotado en su largo feudo contra Kurt Angle, Bischoff forzó a Jarrett a obedecer la estipulación de la lucha y lo exilió a México, donde logró obtener el Megacampeonato de AAA en Triplemanía XIX. El 12 de junio en Slammiversary IX, Eric Bischoff le costó a Sting el Campeonato Mundial Peso Pesado de la TNA en su lucha contra Mr. Anderson. En la edición de Impact Wrestling del 30 de junio, Scott Steiner se unió a Immortal. La semana siguiente, Immortal le dijo a Anderson que eligiera si estaba con ellos o en su contra. En el evento principal de la velada, Anderson traicionó a Kurt Angle y se unió a Immortal. El 10 de julio en Destination X, Abyss perdió el Campeonato de la División X ante Brian Kendrick, cuando el resto de la División X se defendió de Immortal después de su interferencia. El día siguiente en las grabaciones de Impact Wrestling de la edición del 14 de julio, Anderson perdió el Campeonato Mundial Peso Pesado de la TNA nuevamente ante Sting. Durante la noche, los miembros de Immortal fueron atacados por los payasos minion de Sting, quienes después revelaron ser Fortune y Kurt Angle, lo que les impidió interferir en el combate. En la edición de Impact Wrestling del 28 de julio, Bully Ray y Mr. Anderson comenzaron a tener problemas entre ellos, cuando Ray le costó a Anderson su steel cage match frente a Kurt Angle. El 7 de agosto en Hardcore Justice, Hulk Hogan se metió con una silla de acero en la lucha por el título Mundial entre Sting y el retador, Kurt Angle. Angle desarmó a Hogan, pero usó la misma silla en Sting para obtener el Campeonato Mundial Peso Pesado de la TNA. Después de la lucha, Angle desafió al estupefacto Hogan a que se aproximara y lo despojara del cinturón, sugiriendo que no era así como Hogan pensó que terminaría la lucha. La semana siguiente, Angle explicó que el motivo de su accionar en Hardcore Justice fue que recibió información interna de que Dixie Carter estaba al tanto del romance de Jeff Jarrett con su exesposa, Karen. Juró destruir al talento joven de la TNA y no dejar que Dixie recuperara el control de la compañía nunca más.

### 2011 - 2012
En la edición siguiente de Impact Wrestling, los demás miembros de Immortal traicionaron a Anderson y lo echaron del grupo. El 20 de agosto, Matt Hardy, quien ya había sido suspendido de TNA, fue despedido de la promoción por haber manejado en estado de ebriedad, cortando su conexión con Immortal. En la edición de Impact Wrestling del 6 de octubre, Sting reveló, a través de una cámara oculta, que Hogan estuvo fingiendo su retiro todo el tiempo, cuando se vio a Hogan burlándose públicamente de los fanes de Knoxville, Tennessee. En un ataque de rabia, Hogan aceptó el reto de Sting por una lucha en Bound for Glory con la condición de que si Sting ganaba, el primero le cedería nuevamente el control de la TNA a Dixie Carter. Después de semanas de discordia, Abyss traicionó a Immortal en la edición de Impact Wrestling del 13 de octubre, para ser posteriormente abatido por sus antiguos compañeros. El 16 de octubre en Bound for Glory, Sting derrotó a Hogan, devolviéndole la TNA a Carter. Después de la lucha, Hogan se volvió face al atacar a Immortal, quienes estaban abatiendo a Sting. En el evento principal de la noche, Kurt Angle derrotó a Bobby Roode, reteniendo el Campeonato Mundial Peso Pesado de la TNA. En la edición siguiente de Impact Wrestling, Angle perdió el título en una lucha pactada por la nueva figura autoritaria, Sting, ante James Storm. En la edición de Impact Wrestling del 15 de diciembre, –storyline– Sting despidió a Jeff y Karen Jarrett, según lo estipulado en una steel cage match, en Final Resolution, donde Jeff Hardy derrotó a Jeff, acontecimiento sucedido después de que Storm derrotara a Angle. El 8 de enero en Genesis, Bully Ray fue derrotado por Abyss en una  Monster's Ball match; según lo estipulado, Abyss no tuvo que volver a Immortal; más tarde, esa misma noche, Gunner derrotó a Rob Van Dam y Angle derrotó a Storm en una revancha. En Against All Odds, con Eric Bischoff en su esquina, Gunner derrotaría a Garett Bischoff en un combate individual, quien tendría, también en su esquina, a Hulk Hogan; en el evento principal, Ray fracasó al intentar capturar el Campeonato Mundial Peso Pesado de la TNA en una four-way match donde también estuvieron involucrados Storm, Hardy y el campeón, Roode. En Victory Road, Storm derrotó a Ray en una lucha para ser el contendiente número uno, mientras que Kurt Angle derrotó a Jeff Hardy. En marzo, Scott Steiner fue despedido de la TNA y, por lo tanto, dejó de ser parte de Immortal. El 15 de abril en Lockdown, Eric Bischoff fue –storyline– forzado a abandonar la TNA, después de que su equipo de cinco hombres fuera derrotado por el equipo liderado por Garret Bischoff en la Lethal Lockdown match anual, mientras que Angle fue derrotado por Hardy en una steel cage match, disolviéndose Immortal. Los miembros restantes de Immortal tomaron sus propios caminos, siendo Ric Flair todavía el mánager de Gunner después de la disolución del grupo y hasta su despido, en mayo, de la TNA.

## Miembros
| Miembro                 | Fecha                                           |
| ----------------------- | ----------------------------------------------- |
| Abyss                   | 10 de octubre de 2010 – 13 de octubre de 2011   |
| Eric Bischoff (colíder) | 10 de octubre de 2010 – 15 de abril de 2012     |
| Hulk Hogan (colíder)    | 10 de octubre de 2010 – 16 de octubre de 2011   |
| Jeff Hardy (colíder)    | 10 de octubre de 2010 – 17 de marzo de 2011     |
| Jeff Jarrett            | 10 de octubre de 2010 – 15 de diciembre de 2011 |
| Fortune (asociación)    | 14 de octubre de 2010 – 3 de febrero de 2011    |
| Gunner                  | 21 de octubre de 2010 – 15 de abril de 2012     |
| Jackson James (réferi)  | 7 de noviembre de 2010 – 16 de octubre de 2011  |
| Rob Terry               | 3 de febrero de 2011 – 5 de mayo de 2011        |
| Matt Hardy              | 9 de enero de 2011 – 20 de agosto de 2011       |
| Karen Jarrett (valet)   | 13 de enero de 2011 – 15 de diciembre de 2011   |
| Hernández               | 13 de febrero de 2011 – 15 de abril de 2012     |
| Anarquía                | 17 de marzo de 2011 – 15 de abril de 2012       |
| Rosita                  | 17 de marzo de 2011 – 15 de abril de 2012       |
| Sarita                  | 17 de marzo de 2011 – 15 de abril de 2012       |
| Ric Flair               | 14 de febrero de 2011 – 15 de abril de 2012     |
| Bully Ray               | 17 de marzo de 2011 – 15 de abril de 2011       |
| Tommy Dreamer           | 5 de mayo de 2011 – 11 de junio de 2011         |
| Chris Harris            | 12 de mayo de 2011 – 15 de mayo de 2011         |
| Scott Steiner           | 30 de junio de 2011 – marzo de 2012             |
| Mr. Anderson            | 7 de julio de 2011 – 11 de agosto de 2011       |
| Kurt Angle              | 7 de agosto de 2011 – 15 de abril de 2012       |
| Jerry Lynn              | 1 de septiembre de 2011 - 16 de octubre de 2011 |
| Christopher Daniels     | 27 de septiembre de 2011 - 15 de abril de 2012  |
| Bobby Roode             | 3 de noviembre de 2011 - 15 de abril de 2012    |
| Kazarian                | 12 de abril de 2012 - 15 de abril de 2012       |

## En lucha
- Abyss

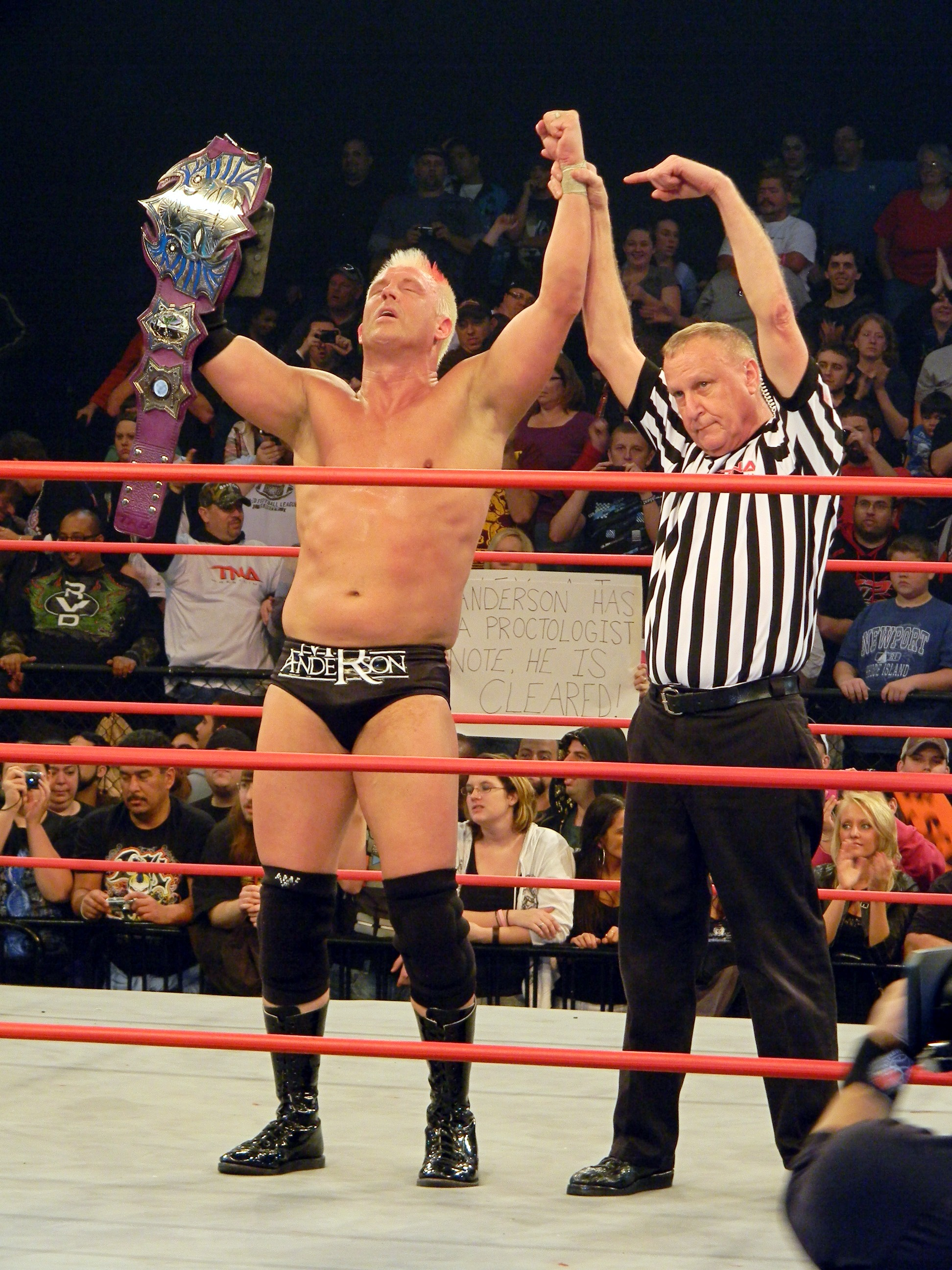
El exCampeón Mundial Peso Pesado de la TNA, Mr. Anderson.

  - The Black Hole Slam (180°, 270°, o un 360° spinning side slam)[70][71]
  - Shock Treatment (Sitout backbreaker rack drop)[70]
- Anderson
  - Mic Check (Leg hook reverse STO)[24][47]
- Angle
  - Angle Slam (Olympic slam, a veces desde una posición elevada)[72]
  - Angle Lock (Ankle lock)[72]
- Bully Ray
  - Bully Bomb (Sitout full nelson atomic drop, a veces desde una posición elevada)[73]
- Flair
  - Figure four leglock[74]
- Gunner
  - (Fireman's carry facebuster)[35]
- Harris
  - Catatonic (Swinging side slam)[75]
  - Spear[75]
- Jarrett
  - Stroke (Forward Russian legsweep, a veces desde la segunda cuerda)[76][77]
- Kazarian
  - Fade to Black (Kneeling back to belly piledriver)[78][79]
  - Flux Capacitor (Rounding diving moonsault side slam)[80][81]
  - Wave of the Future (Swinging reverse STO)[80]
- Jeff Hardy
  - The Swanton (High-angle senton bomb, a veces desde una escalera o una posición extremadamente elevada)[82][83]
  - Twist of Hate (Front facelock cutter o front facelock stunner)[82][84]
- Matt Hardy
  - Ice Pick (Double underhook con bodyscissors)[85]
  - Twist of Hate (Front facelock cutter, a veces desde una posición elevada)[29][86]
- Morgan
  - Carbon Footprint (Running bicycle kick)[87][88]
- Roode
  - Arm trap crossface[89][90]
  - Pay Off (Bridging cradle suplex[91][92]
- Storm
  - Last Call (Superkick)[93][94]
- Steiner
  - Steiner Recliner (Standing camel clutch)[95]
- Styles
  - Spiral Tap (Diving corkscrew senton bomb)[96]
  - Styles Clash (Belly to back inverted slam, a veces desde una posición elevada)[96][97]
  - Superman (Springboard 450° splash)[96]
- Terry
  - Freakbuster (Thrust spinebuster)[98][99]
- Williams
  - Chaos Theory (Rolling bridging German suplex después de estrellar al oponente contra el turnbuckle)[100]
- Beer Money, Inc.
  - D.U.I. - Driving Under the Influence/D.W.I. - Drinking While Investigating (Combinación de una powerbomb (Storm) y un hangman's neckbreaker (Roode) simultáneos)[101]
- Gunner & Murphy
  - Sidewalk slam (Murphy) / Diving elbow drop (Gunner) combination[102]

## Campeonatos y logros
- AAA
  - Megacampeonato de AAA (1 vez) – Jeff Jarrett
- Total Nonstop Action Wrestling
  - TNA Television Championship (3 veces) – A.J. Styles (1), Gunner (1) y Abyss (1)[24][35]
  - TNA World Heavyweight Championship (5 veces) – Jeff Hardy (2), Mr. Anderson (1), Kurt Angle (1) y Bobby Roode (1)[1][27][47][55]
  - TNA World Tag Team Championship (1 vez) – Beer Money, Inc. (Bobby Roode & James Storm) (1) y Mexican America (Hernández & Anarquía)[103]
  - TNA X Division Championship (2 veces) – Kazarian (1) y Abyss (1)[41]
  - TNA Knockouts Tag Team Championship (1 vez) – Mexican America (Rosita & Sarita)[104]